# إيمي كوريا
إيمي كوريا (بالإنجليزية: Amy Correia)‏ هي ملحنة ومغنية مؤلفة ومغنية أمريكية، ولدت في 12 سبتمبر 1968 في ماساتشوستس في الولايات المتحدة.

## وصلات خارجية
- إيمي كوريا على موقع IMDb (الإنجليزية)
- إيمي كوريا على موقع ميوزك برينز (الإنجليزية)
- إيمي كوريا على موقع أول ميوزيك (الإنجليزية)
- إيمي كوريا على موقع ديسكوغز (الإنجليزية)